# John H. Hammond
John Henry Hammond II (15. prosince 1910 – 10. července 1987) byl americký hudební producent. Ve svých čtyřech letech začal hrát na klavír a o čtyři roky později přešel k houslím. Přestože se jeho rodina snažila, aby se zajímal hlavně o klasickou hudbu, on sám se zajímal převážně o černoškou hudbu. Roku 1929 zahájil studium na Yaleově univerzitě a hned počátkem třicátých let se začal věnovat hudbě; již v roce 1931 se například podílel na nahrávání skladeb klavíristy Garlanda Wilsona. Později začal pracovat pro hudební vydavatelství Columbia Records, pro které podepsal smlouvy s umělci, jakými byli například Bob Dylan či později Leonard Cohen a Bruce Springsteen. V roce 1986 byl uveden do Rock and Roll Hall of Fame, v roce 2008 pak do Blues Hall of Fame. Jeho synem je bluesový hudebník John P. Hammond.